# Mario Foglia
Mario Adriano Edoardo Foglia (Stroppiana, 13 gennaio 1921 – Valenza, 30 maggio 1999) è stato un allenatore di calcio e calciatore italiano, di ruolo centrocampista.

## Biografia
Entrato nel vivaio dell'Alessandria a metà anni Trenta, debuttò in Serie A venticinquenne, nel secondo dopoguerra; vestì per cinque stagioni la maglia del Milan, squadra di cui era tifoso e con cui vinse uno scudetto. Chiuse la carriera nel 1953, a 32 anni, durante la militanza nel Palermo, per le conseguenze di un grave infortunio di gioco.
Amico di Fausto Coppi, dopo il ritiro visse a Valenza, fu allenatore ed osservatore di alcune squadre dilettantistiche e gestì una ditta orafa fallita nel 1964. Per quest'ultima attività affrontò diverse controversie legali: nell'ottobre 1964 fu condannato a sei mesi di reclusione per falso in cambiali; nel novembre 1965 gli furono inflitti sei mesi per appropriazione indebita, e nel giugno 1973 fu accusato di truffa ai danni di un orefice, negando nell'occasione ogni responsabilità.
Morì improvvisamente a 78 anni per un infarto; lasciò la moglie ed una figlia.

## Caratteristiche tecniche

### Giocatore
Considerato ai suoi tempi un jolly di sicuro affidamento ma con una certa predisposizione all'infortunio (era soprannominato «Vetro») Foglia debuttò in attacco, come mezzala sinistra; Ugo Boccassi lo ha descritto «elemento tecnico e grintoso»; «già nelle squadre minori dell'Alessandria aveva messo in mostra le sue doti di fine palleggiatore e al tempo stesso di eccellente tiratore. Dotato di un piede molto piccolo, riusciva infatti a colpire la sfera in maniera perfetta tanto da riuscire ad imprimere alla stessa traiettorie precise e velocità».
Negli anni della maturità, durante la militanza nel Milan, ricoprì invece i ruoli di mediano e infine di terzino sinistro. Luigi Ferrario sottolineò sul Corriere dello Sport che Foglia aveva mostrato «di adattarsi molto bene al nuovo ruolo, tanto è vero che venne anche preso in considerazione per la Nazionale».

### Allenatore
L'esperienza di Foglia come allenatore si limitò a campionati zonali; è ricordato dai suoi allievi per le sue «doti umane e tecniche» e per la «competenza».

## Carriera

Una formazione del Milan 1949-1950; Foglia è accosciato, il terzo da sinistra.

### Calciatore

#### Gli esordi nell'Alessandria e i tornei di guerra
Esordì tra i professionisti in Serie B, con la maglia dell'Alessandria, nel ruolo di mezzala. Debuttò in prima squadra il 15 ottobre 1939, in una gara contro l'Atalanta (0-0) e segnò la prima rete ufficiale la settimana successiva, sul campo del Pisa.
Per le buone prestazioni in maglia grigia gli giunse una considerevole offerta dalla Juventus, nel 1942. L'affare sfumò, a seconda delle fonti, per la marcia indietro della società bianconera, che lo giudicò troppo magro oppure per motivi familiari legati ai contemporanei eventi bellici, che lo indussero a restare ad Alessandria. Per le statistiche Foglia risulta aver segnato tra le 38 e le 41 reti in gare ufficiali; il dato lo colloca tra i primi dieci calciatori più prolifici nella storia del club grigio.
Durante la guerra vestì anche la maglia del Pavia, nel contesto del Torneo Benefico Lombardo 1944-1945. Terminato il conflitto, disputò il campionato di Serie B-C con la Biellese per poi passare nel maggio del 1946 al Brescia, con cui giocò 5 partite con una rete realizzata nella Coppa Alta Italia.

#### L'esperienza al Milan
Prima dell'inizio del campionato di Serie A 1946-1947 venne segnalato al Milan dall'ex compagno di squadra Arrigo Fibbi ed ingaggiato. Debuttò così nel massimo campionato il 24 novembre 1946, nella gara persa dai rossoneri per 2-1 sul campo del Modena.
Nella nuova squadra Foglia non trovò spazio come mezzala sinistra; nel suo ruolo originale si successero infatti Tosolini, poi Raccis, l'irlandese Sloan ed infine Nils Liedholm. Foglia venne perciò arretrato in difesa: inizialmente mediano di copertura nel sistema, trovò infine la sua collocazione definitiva come terzino sinistro. Fu in questa veste che vinse coi rossoneri lo scudetto 1950-1951 e la Coppa Latina nella stessa stagione, seppur non giocando alcuna partita ufficiale in quest'ultima; complice un infortunio, infatti, fu costeetto a saltare l'intero girone di ritorno.

#### Il Palermo e la fine delle carriera
Nell'estate 1951 passò al Palermo in coppia con Benigno De Grandi. Coi rosaneri tornò ad occupare il ruolo di terzino titolare fino al 12 aprile del 1953; in questa data, durante una gara di campionato contro la Pro Patria, riportò a seguito di uno scontro di gioco col compagno di squadra Luigi Pendibene la frattura di tibia e perone. Il grave infortunio lo costinse ad abbandonare il gioco del calcio.

### Allenatore
Stabilitosi a Valenza allenò in due occasioni i locali tra i dilettanti; nella stagione 1955-1956, in IV Serie, fu esonerato a metà stagione e rimpiazzato da Ermelindo Bonilauri. Fece ritorno sulla panchina rossoblù sedici anni dopo, con la squadra in Promozione; in due stagioni, conquistò una salvezza e un quarto posto, risultati giudicati positivamente.
Seguì poi il Monferrato di San Salvatore in coppia con Giorgio Tinazzi ed infine l'Arenzano.

## Statistiche

### Presenze e reti nei club
| Stagione           | Squadra            | Campionato         | Campionato | Campionato | Coppe nazionali | Coppe nazionali | Coppe nazionali | Totale | Totale |
| Stagione           | Squadra            | Comp               | Pres       | Reti       | Comp            | Pres            | Reti            | Pres   | Reti   |
| ------------------ | ------------------ | ------------------ | ---------- | ---------- | --------------- | --------------- | --------------- | ------ | ------ |
| 1939-1940          | Alessandria        | B                  | 21         | 7          | CI              | 1               | 0               | 22     | 7      |
| 1940-1941          | Alessandria        | B                  | 29         | 10         | CI              | ?               | 0               | 29+    | 0      |
| 1941-1942          | Alessandria        | B                  | 30         | 12         | CI              | –               | –               | 30     | 12     |
| 1942-1943          | Alessandria        | B                  | 25         | 8          | CI              | 1               | 0               | 26     | 8      |
| 1944               | Alessandria        | A.It.              | 18         | 1          | –               | –               | –               | 18     | 1      |
| Totale Alessandria | Totale Alessandria | Totale Alessandria | 123        | 38         | –               | 2+              | 0               | 125+   | 38     |
| 1944-1945          | Pavia              | –                  | –          | –          | TL              | ?               | ?               | ?      | ?      |
| 1945-1946          | Biellese           | B-C                | 19         | 0          | –               | –               | –               | 19     | 0      |
| mag.-giu. 1946     | Brescia            | –                  | –          | –          | CAI             | 5               | 1               | 5      | 1      |
| 1946-1947          | Milan              | A                  | 27         | 0          | –               | –               | –               | 18     | 0      |
| 1947-1948          | Milan              | A                  | 18         | 0          | –               | –               | –               | 18     | 0      |
| 1948-1949          | Milan              | A                  | 30         | 0          | –               | –               | –               | 30     | 0      |
| 1949-1950          | Milan              | A                  | 38         | 0          | –               | –               | –               | 38     | 0      |
| 1950-1951          | Milan              | A                  | 14         | 0          | –               | –               | –               | 14     | 0      |
| Totale Milan       | Totale Milan       | Totale Milan       | 127        | 0          | –               | –               | –               | 127    | 0      |
| 1951-1952          | Palermo            | A                  | 34         | 0          | –               | –               | –               | 34     | 0      |
| 1952-1953          | Palermo            | A                  | 14         | 0          | –               | –               | –               | 14     | 0      |
| Totale Palermo     | Totale Palermo     | Totale Palermo     | 48         | 0          | –               | –               | –               | 48     | 0      |
| Totale carriera    | Totale carriera    | Totale carriera    | 317        | 38         | –               | 7+              | 1+              | 324+   | 39     |

### Statistiche da allenatore
| Stagione         | Squadra          | Campionato       | Campionato | Campionato | Campionato | Campionato | Coppe nazionali | Coppe nazionali | Coppe nazionali | Coppe nazionali | Coppe nazionali | Totale | Totale | Totale | Totale | Vittorie % |
| Stagione         | Squadra          | Comp             | G          | V          | N          | P          | Comp            | G               | V               | N               | P               | G      | V      | N      | P      | %          |
| ---------------- | ---------------- | ---------------- | ---------- | ---------- | ---------- | ---------- | --------------- | --------------- | --------------- | --------------- | --------------- | ------ | ------ | ------ | ------ | ---------- |
| 1955-1956        | Valenzana        | IV               | 18         | 5          | 4          | 9          | –               | –               | –               | –               | –               | 18     | 5      | 4      | 9      | 27,78      |
| 1971-1972        | Valenzana        | Prom.            | 30         | 10         | 10         | 10         | –               | –               | –               | –               | –               | 30     | 10     | 10     | 10     | 33,33      |
| 1972-1973        | Valenzana        | Prom.            | 30         | 8          | 16         | 6          | –               | –               | –               | –               | –               | 30     | 8      | 16     | 6      | 26,67      |
| Totale Valenzana | Totale Valenzana | Totale Valenzana | 78         | 23         | 30         | 25         | –               | –               | –               | –               | –               | 78     | 23     | 30     | 25     | 29,49      |

## Palmarès

### Club

#### Competizioni nazionali
- Campionato italiano: 1

Milan: 1950-1951

#### Competizioni internazionali
- Coppa Latina

Milan: 1951